# COP I
COPI (Coat complex protein I) es un complejo multiproteico que al ensamblarse forma una cubierta que recubre y da forma a vesículas trasportadoras de proteínas y lípidos desde la cara Cis del  Aparato de Golgi  de retorno al Retículo Endoplasmático Rugoso (ER), donde fueron originariamente sintetizadas y entre compartimentos del propio Golgi. Este tipo de transporte es denominado transporte retrógrado, en contraste al transporte anterógrado asociado a la proteína COPII. El nombre de COPI se refiere al complejo proteico de revestimiento específico que inicia el proceso de formación de vesículas en la membrana cis-Golgi. El revestimiento consiste en subcomplejos proteicos grandes que a su vez están formados por ocho tipos diferentes de subunidades proteicas, aunque en la especie humana solo hay siete.
La cubierta de COP I está constituida por el coatómero que es un complejo proteico citosólico de 700kDa que está formado por siete subunidades de proteínas diferentes (α, β, β’, γ, δ, ε, ζ) que se encuentran en proporciones estequiométricas y la GTPasa Arf1 que regula el transporte intracelular de vesículas modulando la interacción entre la cubierta y el orgánulo.
Fue identificada por primera vez en el transporte retrógrado desde el cis-Golgi al RE y es la proteína adaptadora dependiente de ARF más estudiada.
La principal función de la proteínas adaptadoras es la selección de las proteínas cargo para su incorporación a vesículas portadoras.

## Historia
El complejo proteico COPI (junto con el COPII) fue identificado por Lelio Orci, Benjamin S. Glick y James E. Rothman, en un experimento publicado en la revista Cell en 1986. Se incubaron membranas del aparato de Golgi en presencia de ATP y fracciones de proteínas citosólicas y se observó cómo se formaban vesículas a partir del aparato de Golgi con un recubrimiento que nada tenía en común con los característicos hexágonos y pentágonos que forman los triskelions de clatrina y que además no reaccionaban con anticuerpos policlonales anti-clatrina. Al analizar estas vesículas se encontró una elevada concentración de proteínas G lo que reflejaba concentraciones locales de este tipo de proteínas en las cisternas, esto planteó la posibilidad de que estas vesículas fueran transportadoras.
La microscopia óptica de fluorescencia no fue efectiva para reconocer las vesículas de COPI por ser probablemente demasiado pequeñas y tenues para ser distinguidas de las cisternas del aparato de Golgi, más grandes y brillantes. Fue solo a través de una combinación de experimentos in vitro, genética y expresión de genes mutados in vivo que el concepto de dos vías de reciclaje del Golgi pudo interpretarse.
Actualmente, las vesículas recubiertas de COPI derivadas del Golgi pueden ser fácilmente purificadas mediante por ejemplo una serie de reacciones in vitro en que el transporte es bloqueado con GTP no hidrolizable (GTP-p-S).

## Estructura y composición de las cubiertas de COP I
La cubierta de COPI está formada por varias proteínas. Entre ellas nos encontramos la proteína ARF1, la ARF-GAP, la ARF-GEF (GBF1) y la COPI también llamada coatómero.

### ARF
Las ARF (factor de ribosilación del ADP) son proteínas de la familia de las GTPasas, tienen un peso molecular pequeño de aproximadamente 20kD y están involucradas en el transporte vesicular. Hay 30 ARFs de mamíferos, y 29 en humanos debido a la pérdida de la ARF2. Las ARF son solubles pero debido a que es modificada post-traduccionalmente en el extremo N-terminal mediante la adición de un ácido graso, el mirístico normalmente la encontramos asociada a membranas.
Son miembros de una familia que crece continuamente y que incluye también a las proteínas ARL (semejantes a ARF), ARP (proteínas relacionadas con las ARF) y las que más lejana relación tiene con las ARF que son las proteínas SAR (proteínas asociadas a la secreción y proteínas relacionadas con Ras)
ARF lleva a cabo un ciclo de formación de enlaces con el GTP y el GDP. Cuando se encuentra unida al GTP su conformación cambia de forma que el ácido mirístico y el N-terminal hidrofóbico quedan expuestos y se asocian con membranas. La interconversión entre uniones con GTP y GDP es mediada mediante la ARF-GEF (factor intercambiador de guanina nucleótido) y proteínas activadoras de GTPasa (GAPS).

### ARF-GAP
Las ARF-GAP forman parte de la familia de las GAPs que son proteínas activadoras de GTPasas o también denominadas proteínas aceleradoras de GTPasas. Las ARF-GEF es una proteína que también se encarga de la regulación de la unión de la proteína ARF con GTP o GDP.  Ambos tipos de proteínas se unen a proteínas GTPasas y estimulan su actividad.  La ARF-GEF intercambia el GDP de la ARF soluble por un GTP, permitiendo que esta se una a las membranas, por su parte la ARF-GAP hidroliza el GTP a GDP y permite que la ARF se libere de la membrana.

### GBF1
La GBF1 es la proteína específica que se encarga de la activación de las ARF según estudios recientes. La GBF1 una proteína GEF que cuando se sobre-expresa en las células le confiere resistencia al BFA. La BFA es muy importante para la célula ya que se ha observado que su modificación provoca la inhibición del ensamblaje de la cubierta de COPI. Esto hace que el tráfico vesicular entre el Retículo Endoplasmático y el Aparato de Golgi se pare y que la estructura del Golgi se desmonte. La distribución dinámica de la GBF1 en las células vivas se ha observado recientemente al haber sido marcada con YFP.

### Coatómero
Un coatómero es un complejo proteico del Citosol de 700 kD constituido por siete subunidades equimolares (alfa, beta, beta', gamma, Delta, épsilon y zeta). La Proteína Coatómero y el Factor 1 de Ribosilación-ADP son componentes principales de la Proteína Coat de Complejo I y participan en el transporte de las vesículas entre el Retículo Endoplásmico y el Aparato de Golgi y en el transporte vesicular intra-Golgi.
Si el ARF indica la membrana y el momento en el que se ha de formar la vesícula, se piensa que el coatómero indica que tipo de moléculas irán transportadas dentro de la vesícula. Se pueden unir directamente a las proteínas cargo aunque lo más normal es que se unan a unos receptores proteicos transmembrana y que estos sean los que se unen a las proteínas cargo.
Estos receptores proteicos en el caso de COPI son las proteínas p23. Las proteínas p23 han demostrado ser las proteína más abundante en las membranas de vesículas recubiertas de COPI, sus colas citoplasmáticas se unen fuertemente a COPI por lo que sirven como receptor de las coatómero. Estas proteína se han localizado en vesículas recubiertas de COPI que salían del Aparato de Golgi en dirección al Retículo Endoplasmático, se piensa que en sus colas citosólicas se encuentra la señal para el transporte retrogrado.

## Funciones

### Formación de vesículas del COP I[6][7]

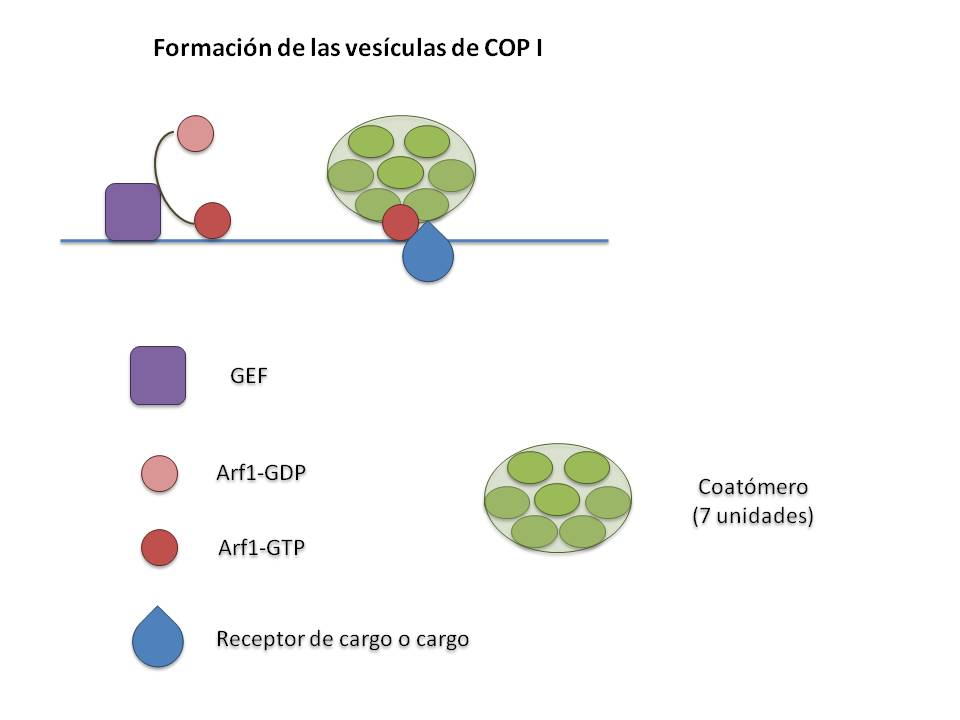
Formación de las vesículas de COPI

Para iniciar la síntesis de la cubierta de COP I, se activa el Arf1-GDP a Arf1-GTP mediante una proteína GEF (factor intercambiador de nucleótidos de guanosina). Cuando el Arf1 se activa, su conformación cambia de forma que el mirístico (ácido graso saturado de 14 átomos de carbonos) y el N-terminal hidrofóbico quedan expuestos y se unen la membrana. El Arf1-GTP, ahora proteína integral de membrana, captura el coatómero formado por las siete subunidades por la parte exterior de la membrana. Las subunidades α, β, y ε reconocen secuencias de cuatro aminoácidos que contienen dos residuos de Lys (K), las secuencias KKXX. Se van reclutando cargos o receptores de cargos con esta secuencia y se van concentrando en la zona de la membrana donde se formará la vesícula. También reconocen las proteínas KDEL que tienen una secuencia determinada de aminoácidos (Lys, Asp, Glut Leu) que es la señal de retención en el RE. De esta manera, se van reclutando cargos y simultáneamente se va formando la cubierta de COP I. Este proceso se va repitiendo y se va dando forma a la membrana hasta crear una vesícula.
A diferencia de las cubiertas de clatrina, las cubiertas de COP no se descomponen una vez la vesícula ha sido formada, sino al llegar a la membrana de destino donde una GAP (proteína activadora de GTPasa) hidroliza el GTP a GDP+Pi, entonces el Arf1 se inactiva y se separa de la membrana de la vesícula descomponiendo la cubierta de COP I que se solubiliza en el citoplasma.

### Transporte en el Golgi
La formación de vesículas recubiertas es esencial para el transporte de los diferentes compuestos dentro de la célula, y la naturaleza de dicha cubierta determina tanto la carga de la vesícula como la fusión con la membrana diana. Una de las rutas de transporte es la vía biosintética-secretora, iniciándose en el Retículo Endoplasmático para luego dirigirse al Complejo de Golgi y distribuirse a diferentes puntos de la célula, actuando este último como punto de clasificación o 'sorting' de los diferentes componentes de la vía. Para entender el paso de la ruta biosintética-secretora a través de Golgi, es necesario entender la estructura de éste. El Complejo de Golgi está formado por una serie de cisternas, compartimentos apilados rodeados por membrana, que a su vez dan lugar a los dictiosomas (conjuntos de entre cuatro y seis cisternas). La Red Cis Golgi recibe las vesículas provenientes del Retículo Endoplasmático, pasando las cargas de cisterna en cisterna hasta las Red Trans Golgi, donde serán clasificadas hacia su siguiente destino. Por tanto, es en la Red Cis Golgi donde se decidirá si el material recibido del RE continuará su paso por el Complejo, desplazándose a través de los dictiosomas en sentido de cis a trans, o deberá volver hacia al RE (transporte retrógrado).
El modelo de transporte a través del Complejo de Golgi ha sido objeto de discusión durante los últimos años, dominando hoy en día dos hipótesis diferentes: el modelo de transporte vesicular y el modelo de maduración de cisternas.
De acuerdo con el modelo de transporte vesicular, las cisternas de Golgi se mantienen estáticas, siendo las vesículas de transporte recubiertas de COPI, las que trasladan los compuestos de forma secuencial a través de cada cisterna. Cada una de ellas contiene su conjunto característico de enzimas residentes. En este modelo el desplazamiento vesicular bidireccional, tanto retrógrado como anterógrado, explica la distribución característica de las enzimas de Golgi.
De acuerdo con el modelo de maduración de cisternas, las cisternas de Golgi son estructuras dinámicas, siendo ellas mismas las que transportan los compuestos a medida que maduran y se desplazan en dirección trans. Las vesículas que provienen del RE forman agregados que empujan a las cisternas de la Red Cis. A diferencia del modelo de transporte vesicular, en este modelo la distribución de las enzimas de Golgi queda definida por el transporte retrógrado de las vesículas.
Existen autores que defienden el modelo de maduración de cisternas pero apuntan hacia la existencia de un movimiento vesicular anterógrado. Por ello otros autores defienden como más probable una posible combinación entre ambos modelos.

### Transporte retrógrado
Parte de las moléculas recibidas desde el Retículo Endoplasmático a la Red Cis Golgi son devueltas a través del llamado transporte retrógrado o de recuperación. La función de dicho transporte es tanto el retorno de moléculas que han escapado del RE, moléculas residentes que quedaron atrapadas en las vesículas de COPII, como el reciclaje de membrana. De la misma manera que en el tráfico intra-Golgi, la proteína COPI media la vía de transporte retrógrada. Los compuestos del ER que deben ser devueltos contienen señales que los unen a las cubiertas de COPI, empaquetándose y formando el contenido de la vesícula de transporte. Una de las señales mejor caracterizada es la secuencia KKXX formada por dos lisinas seguidas por dos aminoácidos en el extremo C-terminal de la proteína de membrana del ER. Existen otras señales de recuperación que a diferencia de las proteínas de membrana que se unen directamente a la cubierta COPI, necesitan unirse a proteínas receptoras especializadas: los receptores KDEL, formados por la secuencia Lys-Asp-Glu-Leu. Se desconoce los cambios que presenta en su afinidad según el compartimento en el que se encuentre: presentará una mayor afinidad por la proteína en el Complejo de Golgi para poder capturarla y una menor afinidad cuando llegue al Retículo Endoplasmático, donde la liberará. Una posible explicación puede encontrarse en las diferencias en las condiciones iónicas y de pH existentes entre ambos compartimentos

## Proteínas que transportan las vesículas recubiertas de COP I
1.- Proteínas del lumen. Son proteínas que se encuentran en el lumen del Aparato de Golgi que necesitan ser transportadas al lumen de RE rugoso. Contienen una señal peptídica KDEL que es reconocida por un receptor de membrana de KDEL.  En las levaduras se denominan ERd2p, y en mamíferos se denomina KDELR. Este receptor entonces se une a una ARF-GEF que hace cambiar a la ARF a conformación GTP. Una vez realizado el cambio la ARF se une a la cara citosólica de la membrana cis-Golgi.
2.- Proteínas de membrana.  Son proteínas transmembrana que residen en el RE y que contienen señales de salida/sorting en sus colas citosólicas que dirigen la proteína a la salida del Golgi y su vuelta al RE. Estas señales de sorting contienen típicamente una secuencia de aminoácidos KKXX, que interaccionan con la COPI. El orden en que una proteína adaptadora se asocia con el cargo, o con la ARF no está claro pero para que se dé un revestimiento de maduro de proteína transportadora, cargo, proteína adaptadora y ARF deben asociarse.
La deformación de la membrana y la formación de vesículas ocurre siguiendo la colección de interacciones descritas con anterioridad. La proteína trasportadora entonces se desprende de la membrana dadora de vesículas, en el caso de la COPI esta membrana es la del cis-Golgi, y la vesícula se mueve hacia el ER donde se fusiona con la membrana aceptara y su contenido se libera.

## Usos biomédicos y curiosidades

### Transporte retrógrado alternativo independiente de la COP I
Ha habido sugerencias por diversas investigaciones, ya desde finales de los ochenta, de la existencia de otra vía de transporte retrógrado Golgi-ER para las glicotransferasas.
Un evidencia de la existencia de este transporte retrógrado independiente de la cubierta de COPI consistió en estudiarla protección de las células de mamífero a diversas toxinas que entran por endocitosis y viajan hasta el TGN donde son recicladas al retículo; algunas de ellas tenían secuencias KDEL y otras no. Se observó que cuando se inhibía el complejo COPI, mediante anticuerpos, no había acumulaciones en el ER de las toxinas con secuencia KDEL pero sí de las que no. Si no se inhibía este complejo proteico, las que no tenían la secuencia tardaban 1.5h más. Otros experimentos que se inhibió la COPI con GTP o ARF1 mutados tuvieron idénticos resultados. Ésta ARF mutante estabiliza la asociación entre la membrana y la COPI y afecta a la incorporación de proteínas residentes del Golgi en las vesículas con COPI. Imponiendo las mismas condiciones de bloqueo de las funciones de COPI anteriormente mencionadas en experimentos paralelos se vio que no afectaba al transporte retrógrado de las glicotransferasas.
A partir de éstos y experimentos similares, se deduce la existencia de un mecanismo adicional más lento y aún sin identificar que explica que ciertas toxinas lleguen al ER usando el camino propio de estas enzimas. Al no observarse ningún incremento de este otro transporte excepto inhibiendo la COPI es posible que ambos sean independientes.

### Trastornos del tráfico vesicular[13]
Cuando aparecen mutaciones genéticas, las proteínas se codifican o se pliegan incorrectamente o se altera su procesamiento, y esto produce disfunciones. En el caso de mutaciones en los genes que codifican proteínas que participan en el transporte de vesículas, éstas provocan retención de cargos en el RE donde se acumulan o se produce proteolisis y deslocalización tanto intra como extracelular.
Alteraciones genéticas que afectan al tráfico mediado por COP I, COP II i clatrina, (autosómicas recesivas):
- COP I: La proteína cinasa Scyl1 regula las vesículas mediadas por COP I. Se han encontrado mutaciones en esta proteína en casos de una neuropatología motora progresiva y atrofia cereberal, la Spinocereberall Neurodegeneration.
- COP II: La Cranio-lenticulo-sutural dysplasia está causada por una mutación en SEC23A (codifica una proteína de la cubierta de COP II) que causa un tráfico anormal entre el RE y el Golgi provocando retención de colágeno I en el RE, osificación retrasada, hipopigmentación y cataratas.
- CLATRINA: Se asocia el Hermansky-Pudlak syndrome type-3 protein con la clatrina. Mutaciones al menos en ocho genes que codifican las subunidades de AP3 provocan problemas en la biogénesis de orgánulos relacionados con los lisosomas. Está mutación causa albinismo oculocutáneo y tendencia a sangrar.